# Riduzione di pena

## Trama
Patrick Modiano descrive il periodo della sua infanzia trascorsa in casa Guillotin in Rue du Docteur-Dordaine, periodo in cui è affidato con il fratello minore ad alcuni amici dei suoi genitori. La madre di Patrick si trova in tournée in NordAfrica, mentre il padre in Sud America o in Brazzaville per affari;
sono affidati a quattro donne, ciascuna delle quali viene presentata con caratteri ben definiti e ben distinti dall'autore;  Helene, un ex acrobata da circo, la dolce Annie e la sua severa madre Matilde e infine"Biancaneve”. Patrick e suo fratello osservano gli adulti che li circondano, urigliano conversazioni, telefonate e spiano i loro comportamenti con l'ingenua curiosità dei bambini.Ad arricchire l'atmosfera di mistero sono le apparizioni di alcuni personaggi maschili che interagiscono con il protagonista in maniera più o meno diretta e verso i quali quest'ultimo mostra un chiaro e timido distacco.  Roger Vincent, John D., "Buck Danny" spesso si recano a casa delle donne in Rue du Docteur-Dordaine per trascorrere le serate in compagnia. Tutto si svolge nella più completa normalità fino al momento in cui Annie comunica a Patrick che per alcuni giorni dovrà recarsi nella dimora di fronte custodita dalla vecchia guardiana;  un paio di giorni dopo la polizia perquisisce la casa vuota dove Patrick ha sempre abitato e il bambino , accortosi di ciò, chiede spiegazioni al maresciallo, il quale non dice altro se non che "È successo qualcosa di molto grave", la stessa frase che negli anni Patrick si è sentito ripetere più di una volta.

## Personaggi
- Patoche (Patrick)

È il protagonista del romanzo, un bambino curioso e intelligente, ma al tempo stesso insicuro e timido. Conduce una vita semplice e modesta dividendo il tempo tra la scuola e il gioco; per tutta la vicenda emergono da una parte l'innocenza dello sguardo del piccolo Patoche circondato da una realtà che non potrà mai comprendere in profondità data la sua giovane età; dall'altra il bisogno di osservare e di trovare delle risposte ai perché, agli atteggiamenti e ai comportamenti dei grandi. Patoche non domanda, non chiede nulla; anzi spesso si chiude nel silenzio, forse per paura, forse per timidezza. Le poche informazioni che riesce ad assimilare le tiene per sé senza interpellare né esterni né i diretti interessati.
- Annie

Annie, figlia di Mathilde, è una giovane bionda dagli occhi chiari contraddistinta da una dolcezza estrema non solo nel carattere ma anche nell'aspetto, nonostante indossasse sempre un giubbotto di cuoio marrone da uomo che nascondeva la sua femminilità. Si recava ogni giorno a Parigi con la sua quattro cavalli e spesso stava via anche un giorno intero; lavorava in un locale notturno, il Carroll's, e al suo rientro si stendeva sul letto a riposare; “Annie ha pianto tutta la notte al Carroll's”, questa era la frase che risuonava nelle orecchie di Patoche e che non poteva comprendere.
- Mathilde

Madre di Annie e severa signora interviene sporadicamente nella vicenda.
Capelli grigi raccolti in uno chignon dentro al quale giurava essere nascosto un terzo occhio, un viso duro e vestita sempre di scuro intimidiva il piccolo Patoche che era solita chiamare “Beato babbeo” senza alcun ragionevole motivo.
- Hélène

Piccola donnina di quarant'anni circa, graziosa e fine era un ex cavallerizza ed acrobata del circo Mèdrano; in seguito ad un grave infortunio purtroppo dovette abbandonare il mestiere; dopo aver incontrato Annie e sua madre le convinse ad abbandonare la propria casa per seguirla. Hélène viene descritta dall'autore come una figura gentile, ma anche dalla tempra d'acciaio.
- Biancaneve

Bambinaia di Patrick e suo fratello; si prende cura dei due bambini con attenzione. La sua improvvisa assenza è un motivo di tristezza da parte di entrambi.

## Costanti narrative
Come nella maggior parte dei romanzi di Patrick Modiano compaiono alcune costanti narrative ben definite: il tempo, lo spazio, la figura femminile, l'indagine interiore.
In Riduzione di pena il tempo compare come un continuo sovrapporsi di episodi cronologicamente vicini o distanti, i quali nonostante questo se letti nella loro totalità si presentano come un insieme armonico e nitido. È un susseguirsi di momenti ed immagini che l'autore si sofferma a descrivere dettagliatamente; a tratti la narrazione sembra sin troppo omogenea, poiché il lettore non disponendo di estremi temporali espressi chiaramente non comprende quanto tempo possa essere trascorso tra un episodio all'atro; ne è un esempio il passaggio brusco ad un aneddoto accaduto quando il protagonista del romanzo è già adulto e non più un bambino per poi ritornare invece a descrivere le vicende dell'infanzia. Da una parte il tempo sembra non passare mai mentre talvolta sembra che esso trascorra anche troppo velocemente, cambiando da un capitolo all'altro.
Allo stesso modo il concetto di spazio per Modiano è fondamentale; la vicenda si snoda infatti nelle varie vie di Parigi minuziosamente indicate. 
Per quanto concerne la tematica inerente alla figura paterna, per tutto lo svolgimento del romanzo si avverte il senso dell'abbandono del padre e ciò che esso suscita nell'autore ancora bambino; vi è quasi un sentimento lieve di malinconia e di rimpianto, poiché il padre dei due fratelli quando si reca di rado a trovarli spende un po'del suo tempo assieme a loro, intrattenendoli in passeggiate come per esempio fino al castello o fino al mulino.
La costante principale resta comunque la figura della donna nelle sue varie sfaccettature; la donna severa e schiva nella personalità di Mathilde; quella gentile e intraprendente nella personalità di Hélène e quella animata dalla più delicata dolcezza propria di Annie. È interessante come i rapporti che Patrick intrattiene con queste figure lo facciano procedere ad analizzare sé stesso, lasciando spazio ad un'introspezione psicologica attraverso la quale, in questo caso, indaga con insistenza il proprio passato.

## Edizioni
- Patrick Modiano, Riduzione di pena, Lantana editore srl 2011.